# 4572 Brage
För andra betydelser, se Brage (olika betydelser).
4572 Brage eller 1986 RF är en asteroid i huvudbältet som upptäcktes den 8 september 1986 av den danska astronomen Poul Jensen vid Brorfelde-observatoriet. Den är uppkallad efter den fornnordiska guden Brage.
Asteroiden har en diameter på ungefär 8 kilometer.